# Über Land
Über Land ist eine deutsche Comedy-Serie. Sie wurde das erste Mal am 31. Dezember 2017 im ZDF ausgestrahlt.

## Handlung
Nachdem er eine Weltreise hinter sich hat, will der Richter Max Althammer noch ein paar Jahre vor der Rente seinem alten Beruf nachgehen. Er bekommt eine Stelle als Richter in einem Amtsgericht außerhalb Münchens. Trotzdem möchte er weiter in München wohnen, so kommt Taxifahrerin Frieda Mirko ins Spiel, eine alte Bekannte, die ihn von A nach B fährt und eher durch Zufall kleine Aufgaben erledigt und somit zu mancher Verurteilung etwas beizutragen hat.

## Besetzung

### Hauptdarsteller
| Schauspieler       | Rollenname       | Rolle (Folgen) | Jahre     |
| ------------------ | ---------------- | -------------- | --------- |
| Franz Xaver Kroetz | Max Althammer    | 1–3            | 2017–2018 |
| Harald Krassnitzer | Hans Bachleitner | 4–             | 2020–     |
| Maria Simon        | Frieda Mirko     | 1–             | 2017–     |

### Nebendarsteller
|  | Schauspieler          | Rollenname                         | Rolle (Folgen) | Jahre  |
|  | --------------------- | ---------------------------------- | -------------- | ------ |
|  | Suzanne von Borsody   | Dr. Bettina Schack                 | 1–             | 2017–  |
|  | Angela Ascher         | Anna Halbinger                     | 1–             | 2017–  |
|  | Michaela Heigenhauser | Protokollführerin                  | 1-3            | 2017   |
|  | Hans Kitzbichler      | Staatsanwalt                       | 1-3            | 2017   |
|  | Karoline Horster      | Bedienung                          | 1–2            | 2017   |
|  | Magdalena Müller      | Protokollführerin Roswitha Gebauer | 7-8            | 2019 – |

### Gastdarsteller (Auswahl)
- Franz Josef Strohmeier
- Florian Brückner
- Franz-Xaver Brückner
- Florian Karlheim
- Moritz Katzmair
- Judith Richter
- Gerd Lohmeyer
- Katja Studt
- Thomas Douglas
- Isabell Gerschke

## Produktion
Die Dreharbeiten zur ersten Staffel fanden im Sommer 2017 statt. Von Ende April 2019 bis Ende Mai 2019 wurde die vierte Folge in Spielfilmlänge gedreht. Franz Xaver Kroetz stand für diese Produktion nicht zur Verfügung. Die Hauptrolle wurde mit Harald Krassnitzer als Richter Bachleitner neu besetzt. Über Land wird von Mecom Fiction produziert.
Gedreht wurde im Berchtesgadener Land.

## Episodenliste

### Staffel 1
| Nr. (ges.) | Nr. (St.) | Originaltitel          | Erstausstrahlung | Regie           | Drehbuch        |
| ---------- | --------- | ---------------------- | ---------------- | --------------- | --------------- |
| 1          | 1         | Die Fahrerin           | 31. Dez. 2017    | Franz X. Bogner | Franz X. Bogner |
| 2          | 2         | Zwei Frauen            | 6. Jan. 2018     | Franz X. Bogner | Franz X. Bogner |
| 3          | 3         | Ein Bauer im Anzug     | 4. Feb. 2018     | Franz X. Bogner | Franz X. Bogner |
| 4          | 4         | Kleine Fälle (Special) | 10. Apr. 2020    | Franz X. Bogner | Franz X. Bogner |
| 5          | 5         | In Sachen Liebe        | 21. Nov. 2021    | Franz X. Bogner | Franz X. Bogner |
| 6          | 6         | Später                 | 21. Nov. 2021    | Franz X. Bogner | Franz X. Bogner |

## Kritik
- Deutschlandfunk Kultur urteilt: „Ein bisschen lieblos konstruiert“[3]
- Express schreibt: „Über Land ist kurzweilig“[4]